# 薩克斯頓 (密西西比州)
薩克斯頓（英語：Thaxton）是位於美國密西西比州龐托托克縣的城鎮。

## 人口
根據2020年美國人口普查的數據，薩克斯頓的面積為27.12平方千米，當中陸地面積為26.87平方千米，而水域面積為0.25平方千米。當地共有人口692人，而人口密度為每平方千米26人。